# Michel Gressot
Michel Gressot (* 27. November 1918 in Porrentruy; † 26. Februar 1975 in Genf) war ein Schweizer Arzt und Psychoanalytiker.
Von 1959 bis 1962 war er Präsident der Schweizerischen Gesellschaft für Psychologie.